# Epidendrum eximium
Epidendrum eximium är en orkidéart som beskrevs av Louis Otho Otto Williams. Epidendrum eximium ingår i släktet Epidendrum och familjen orkidéer. Inga underarter finns listade i Catalogue of Life.